# Sarmad
Samrad (w jęz. perskim: سرمد کاشانی, czyli Wieczny), właściwie: Muhammad-sejid Sarmad (zm. 1661/1662 w Delhi) – urodzony w Kaszanie fakir, suficki mistyk i poeta, twórca licznych (często kontrowersyjnych) rubajatów.

## Życiorys
Urodził się w Kaszanie za panowania szacha Abbasa Wielkiego, w rodzinie żydowskich kupców pochodzenia ormiańskiego. Przeszedł na islam i przyjął imię Muhammad-sejid. W 1631 r. przybył do Indii, gdzie w osiadł w portowym mieście Thatta. Wkrótce po przybyciu do miasta zakochał się w hinduskim chłopcu imieniem Abhaj Czand, który później został jego uczniem. Razem wędrowali przez kraj i po trzech latach w 1634 przybyli do Lahaur. W 1646 lub 1647 pojawili się w Hajdarabadzie stolicy sułtanatu Golkondy. Pod koniec panowania cesarza Szahdżahana przybyli do Delhi, gdzie tłumy witały Sarmada jako sławnego poetę i mistycznego proroka.
W Indiach gorliwym wyznawcą sufizmu był książę Dara Shikoh, syn cesarza Szahdżahana, a jego mistrzem był właśnie Sarmad.
Sarmad został przez cesarza Aurangzeba oskarżony o apostazję i skazany na karę śmierci. Głównym zarzutem aktu oskarżenia było to, że jakoby wypowiadając kalimę, recytował tylko jej pierwszą część, tj. Nie ma Boga, zamiast Nie ma Boga prócz Allaha. Kolejne zarzuty to: chodzenie publicznie nago oraz zaprzeczanie, że Mahomet cieleśnie wstąpił do nieba. Egzekucja odbyła się przed główną bramą Wielkiego Meczetu w Delhi przez ścięcie mieczem w 1661 lub na początku 1662 roku.